# Новогригорьевский водозабор
Новогриго́рьевский водозабо́р — гидротехническое сооружение в Крыму на базе артезианских скважин для водоснабжения восточного Крыма путём подачи воды через Северо-Крымский канал. Запущен в эксплуатацию 13 февраля 2017 года.

## Расположение
Новогригорьевский водозабор расположен возле реки Салгир, южнее Северо-Крымского канала, вблизи села Новогригорьевка.

## Характеристики
Глубина скважин составляет 113 м, общая производительность — 45 тыс. м³ в сутки.

## Строительство
Бурение скважин началось в октябре 2014 года. Старт этим работам дал лично Глава Республики Крым Сергей Аксенов.
Было пробурено 12 скважин, из них 2 — резервные, предполагаемый дебет — 56,1 л/с.
К 30 января 2015 года было выполнено: обустройство восьми камер для скважин, подготовка армирования под резервуар чистой воды, обустройство подъездных дорог, монтаж 170-и панелей ограждения санитарно-защитной зоны. Оборудование было закуплено на 100 %, материалы — на 70 %.
Скважины были оборудованы электропогружными насосами марки ЭЦВ 12-200-105, производительностью 200 м³/час Построен сборный водовод от скважин диаметром 400 мм до РЧВ (аванкамер) и два РЧВ по 400 м³.
13 февраля 2017 года Новогригорьевский водозабор был принят на баланс Нижнегорского филиала ГБУ РК «Крыммелиоводхоз».

### Электроснабжение
К определению запасов приступили в марте 2017 года, для этого водозабор был подключен к электрическим сетям. Были установлены два трансформатора 10/0,4 кВ по 400 кВА. Также скважины были подключены к временным трубопроводам ПМТП-150. Работы по определению дебета скважин были полностью завершены в 2017 году.
В марте 2019 года для обеспечения работы в эксплуатационном режиме не менее 10-и скважин была произведена замена ВРУ-0,4 кВ с увеличением мощности с 350 до 600 кВт.

### Продление в Октябрьское
Также в 2017 году АО «Объединённая энергетическая компания» завершила строительство двух ниток напорных водоводов диаметром 630 мм протяжённостью 29,5 км до села Октябрьское Советского района, где будет построена НС второго подъёма, и приступила к испытаниям водоводов.